# ورخ-اسلیودیانکا
ورخ-اسلیودیانکا (به لاتین: Verkh-Slyudyanka) یک منطقهٔ مسکونی در روسیه است که در سرزمین آلتای واقع شده‌است.